# Catarina Sousa
Catarina Vilarinho de Carvalho Lemos Miranda Machado de Sousa (22 de abril de 1977) é uma desportista portuguesa da modalidade de bodyboard.
- 1996, 2001, 2003, 2005, 2006 Vice-Campeã Nacional
- 1997, 1998, 2002, 2004, 2009, 2012 e 2013 Campeã Nacional
- 2006, 2009, 2013 Campeã Sénior da Taça de Portugal
- 1997 e 1999 Vice-Campeã Europeia
- 1998 Campeã Europeia
- 2000 TOP 16 Mundial
- 2005 TOP 8 Mundial
- 2006 Top 10 Mundial
- 2009 Top 5 Mundial
- 2010 Top 4 Mundial
- 2011 Top 8 Mundial
- 2012 Top 8 Mundial
- 2009 Campeã da Europa por Selecções - Eurosurf Jersey
- 2009 Campeã da etapa Mundial Sintra Pro
- 2011 Campeã da Europa por Selecções - Eurosurf Irlanda
- 2013 Campeã do Circuito Europeu
- 2013 Campeã Nacional
- 2013 Medalha Bronze por Seleções - Eurosurf Azores

É homenageada pela Câmara Municipal de Cascais desde 2000.
Seleccionada para o Eurosurf nas Canárias 2003.
Homenageada como Personalidade do Ano pela Confederação do Desporto de Portugal 2009 e 2011.  